# Liste der Kulturdenkmale in Rothenburg/Oberlausitz

Wappen von Rothenburg/Oberlausitz

In der Liste der Kulturdenkmale in Rothenburg sind die Kulturdenkmale der sächsischen Stadt Rothenburg/Oberlausitz verzeichnet, die bis Februar 2019 vom Landesamt für Denkmalpflege Sachsen erfasst wurden (ohne archäologische Kulturdenkmale). Die Anmerkungen sind zu beachten.
Diese Aufzählung ist eine Teilmenge der Liste der Kulturdenkmale im Landkreis Görlitz.

## Rothenburg/O.L.
| Bild                                    | Bezeichnung | Lage                                           | Datierung | Beschreibung | ID       |
| --------------------------------------- | --- | ---------------------------------------------- | --- | --- | -------- |
|                                         | Lokschuppen | An der Bahn (Karte)                            | Um 1920 | In Backstein, technikgeschichtlich von Bedeutung | 08975648 |
| Weitere Bilder                          | Bahnhofsgebäude mit angebautem Güterboden | An der Bahn 20 (Karte)                         | Um 1890 | Eisenbahnstrecke Niesky–Wiesau (Wymiarki); Schuppen aus preußischem Fachwerk, Ziegelsteinbauten, bau- und technikgeschichtlich von Bedeutung | 08975649 |
| Direkt Bild zu diesem Denkmal hochladen | Pfarrhaus | Badergasse 4 (Karte)                           | Bezeichnet mit 1799 | Stattlicher spätbarocker Bau, im Portal bezeichnet mit 1799, reich verzierte zweiflüglige Haustür, baugeschichtlich von Bedeutung | 08975789 |
|                                         | Ehemaliges Gebäude der Sozialversicherung, mit eingeschossigem Anbau | Bahnhofstraße 3 (Karte)                        | Ende 19. Jahrhundert | Eckhaus, dezente Putzornamentik, ortsgeschichtlich von Bedeutung | 08975338 |
|                                         | Städtisches Wasserwerk | Bahnhofstraße 14 (Karte)                       | Um 1900 | Gründerzeitlicher Putzbau mit Klinkergliederung, technikgeschichtlich von Bedeutung | 08975650 |
| Direkt Bild zu diesem Denkmal hochladen | Ländliches Wohnhaus | Bleiche 2 (Karte)                              | Um 1870 | Authentisch erhaltenes eingeschossiges Gebäude, sozialgeschichtlich von Bedeutung | 08975645 |
| Direkt Bild zu diesem Denkmal hochladen | Wohnhaus | Bleiche 8 (Karte)                              | Um 1880 | Teil einer kleinen Häuslerwirtschaft, sozialgeschichtlich von Bedeutung | 08975644 |
| Direkt Bild zu diesem Denkmal hochladen | Wohnhaus (zwei Hausteile) | Brunnengasse 2 (Karte)                         | Kern 18. Jahrhundert | Schlichter Putzbau, baugeschichtliche Bedeutung | 08975308 |
| Direkt Bild zu diesem Denkmal hochladen | Häuslerhaus | Erlicht 8 (Karte)                              | Um 1870 | Eingeschossiges Gebäude, sozialgeschichtlich von Bedeutung | 08975301 |
| Direkt Bild zu diesem Denkmal hochladen | Häuslerhaus | Erlicht 10 (Karte)                             | Um 1870 | Eingeschossiges Gebäude, sozialgeschichtlich von Bedeutung | 08975641 |
| Direkt Bild zu diesem Denkmal hochladen | Doppelwohnhaus | Friedensstraße 138, 140 (Karte)                | 1950er Jahre | Teil einer Wohnanlage für Armeeangehörige, Zeugnis früher DDR-Architektur, baugeschichtlich von Bedeutung | 08975636 |
| Direkt Bild zu diesem Denkmal hochladen | Doppelwohnhaus | Friedensstraße 142, 144 (Karte)                | 1950er Jahre | Teil einer Wohnanlage für Armeeangehörige, Zeugnis früher DDR-Architektur, baugeschichtlich von Bedeutung | 08975637 |
| Direkt Bild zu diesem Denkmal hochladen | Doppelwohnhaus | Friedensstraße 146, 148 (Karte)                | 1950er Jahre | Teil einer Wohnanlage für Armeeangehörige, Zeugnis früher DDR-Architektur, baugeschichtlich von Bedeutung | 09300831 |
| Direkt Bild zu diesem Denkmal hochladen | Doppelwohnhaus | Friedensstraße 150, 152 (Karte)                | 1950er Jahre | Teil einer Wohnanlage für Armeeangehörige, Zeugnis früher DDR-Architektur, baugeschichtlich von Bedeutung | 09300832 |
| Direkt Bild zu diesem Denkmal hochladen | Sowjetischer Ehrenfriedhof (Sachgesamtheit) | Geheeger Weg (Karte)                           | 1950er Jahre | Sachgesamtheit Sowjetischer Ehrenfriedhof, mit folgendem Einzeldenkmal: Gedenkstein (siehe dazu auch Einzeldenkmal 08975360) und dem Sachgesamtheitsteil: Friedhofsanlage; geschichtlich von Bedeutung | 09303219 |
| Direkt Bild zu diesem Denkmal hochladen | Gedenkstein (Einzeldenkmal zu ID-Nr. 09303219) | Geheeger Weg (Karte)                           | 1950er Jahre | Einzeldenkmal der Sachgesamtheit Sowjetischer Ehrenfriedhof; geschichtlich von Bedeutung | 08975360 |
| Direkt Bild zu diesem Denkmal hochladen | Wohnhaus | Geheeger Weg 4 (Karte)                         | Bezeichnet mit 1908 | Wohnhaus eines Sägewerksbesitzers, bau- und ortsgeschichtliche Bedeutung | 08975332 |
| Weitere Bilder                          | Gedenkstätte an die Kämpfe 1945 (Sachgesamtheit) | Görlitzer Straße (Karte)                       | 1969 | Sachgesamtheit Gedenkstätte an die Kämpfe 1945, mit folgendem Einzeldenkmal: Gedenkstein (siehe auch Einzeldenkmal 08975359) und dem Sachgesamtheitsteil: Platzgestaltung; geschichtlich von Bedeutung, Sowjetisch/Polnisches Ehrenmal | 09303220 |
|                                         | Gedenkstein (Einzeldenkmal zu ID-Nr. 09303220) | Görlitzer Straße (Karte)                       | 1969 | Einzeldenkmal in der Sachgesamtheit Gedenkstätte an die Kämpfe 1945; geschichtlich von Bedeutung, Sowjetisch/Polnisches Ehrenmal | 08975359 |
| Direkt Bild zu diesem Denkmal hochladen | Denkmal für Hugo Balzer | Görlitzer Straße (Ecke Horkaer Straße) (Karte) | 1945 | Geschichtlich von Bedeutung, OdF-Denkmal, Hugo Balzer wurde 1945 ermordet | 09303221 |
|                                         | Wohnhaus in geschlossener Bebauung | Görlitzer Straße 1 (Karte)                     | Kern um 1800 | Massivbau, Mansarddach, rundbogiger Eingang, baugeschichtlich von Bedeutung | 08975333 |
|                                         | Wohnhaus | Görlitzer Straße 14 (Karte)                    | Um 1800 | Eingeschossiges Gebäude mit Krüppelwalmdach, sozialgeschichtlich von Bedeutung | 08975664 |
|                                         | Wohnhaus in offener Bebauung, mit Einfriedungsmauer und Hofgebäude | Görlitzer Straße 18 (Karte)                    | Um 1890 | Gründerzeitgebäude, baugeschichtlich von Bedeutung | 08975334 |
|                                         | Mietshaus in Ecklage | Görlitzer Straße 19 (Karte)                    | 1920er Jahre | Traditionalistische Formensprache der 1920er Jahre, baugeschichtlich von Bedeutung | 08975335 |
| Direkt Bild zu diesem Denkmal hochladen | Wohnhaus | Görlitzer Straße 23a (Karte)                   | 1930er Jahre | Im traditionalistischen Stil der 1930er Jahre, wuchtig gestalteter Eingangsbereich, baugeschichtlich von Bedeutung | 08975739 |
| Direkt Bild zu diesem Denkmal hochladen | Friedhof mit Eingangsbauten (zwei Grufthäuser), Mauer sowie Kapelle | Görlitzer Straße 34 (Karte)                    | Ab Ende 19. Jahrhundert                                                                                                 | Gründerzeitliche Bauten, baugeschichtlich von Bedeutung | 08975298 |
| Direkt Bild zu diesem Denkmal hochladen | Wohnhaus | Görlitzer Straße 52 (Karte)                    | 1934/1935 | Im Heimatstil, baugeschichtlich von Bedeutung | 08975356 |
| Direkt Bild zu diesem Denkmal hochladen | Wohnhaus | Görlitzer Straße 54 (Karte)                    | 1920er Jahre | Massivbau mit Holzveranda, im traditionalistischen Stil, baugeschichtlich von Bedeutung | 08975646 |
| Direkt Bild zu diesem Denkmal hochladen | Katholische Kapelle mit Pfarrhaus (Pfarrkuratie St. Maria Regina Rosarii) | Görlitzer Straße 59 (Karte)                    | Vor 1900 (Kapelle); 1920er Jahre (Pfarrhaus)                                                                            | Neugotische Kapelle der katholischen Gemeinde, ortsgeschichtlich von Bedeutung | 08975358 |
| Direkt Bild zu diesem Denkmal hochladen | Wohnhaus | Grabenstraße 4 (Karte)                         | 1914 | Eingeschossiger Massivbau, möglicherweise alte Schule, baugeschichtlich von Bedeutung | 08975336 |
|                                         | Wohnhaus | Horkaer Straße 6 (Karte)                       | Bezeichnet mit 1904 | Schlichter Bau mit Putzornament, baugeschichtlich von Bedeutung | 08975331 |
|                                         | Wohnhaus | Horkaer Straße 8 (Karte)                       | 1930er Jahre? | Mit Anklängen des Heimatstils, baugeschichtlich von Bedeutung | 08975296 |
| Direkt Bild zu diesem Denkmal hochladen | Krankenhaus Rothenburg (Sachgesamtheit) | Horkaer Straße 15, 19, 21 (Karte)              | 1903–1906, bezeichnet mit 1903 (Nordflügel); 1912/1913 (Südflügel); 1927/1928 (Georgshaus); 1927 (Villa des Vorstehers) | Sachgesamtheit Krankenhaus Rothenburg, mit den Einzeldenkmalen: Mittelhaus, Nordflügel, Südflügel, (jetzige) Cafeteria sowie Georgshaus (siehe auch Einzeldenkmal 08975304 unter gleicher Anschrift); Ensemble von weitgehend einheitlicher Gestaltung, bau-, orts- und sozialgeschichtliche Bedeutung, hoher Dokumentationswert. Die Klinik in Rothenburg erstreckt sich als Sachgesamtheit auf einem Terrain von etwa 300 × 100 Metern und ist ein bauliches Ensemble aus mehreren Flügeln, dessen ältester (Nordflügel) von 1903 stammt, als die Anlage als „Schlesisches Krüppelheim“ gegründet wurde. Mit den angrenzenden Flügeln (Mittelteil 1906, Südflügel 1912/13), die sich in der Gestaltung dem älteren anpassen, wird im Grundriss ein H gebildet. Die drei massiven Putzbauten mit Klinkerbändern und Treppengiebeln, die eingeschossige Cafeteria von ähnlicher Gestaltung; das weiter östlich liegende Georgshaus 1927/1928 mit neobarocken Anklängen (Mansarddach); 1927 entstand auch in offener Bebauung das Wohnhaus des Klinikchefs mit einfacher heimatstiliger Kubatur und Walmdach sowie kleinteiligen Sprossungen von expressionistischem Einfluss; überall ist das ursprüngliche Wand-Öffnungs-Verhältnis erhalten, ebenso die Fensterteilung, wenn auch zum Teil vereinfacht und mit Kunststofffenstern. | 09300916 |
| Direkt Bild zu diesem Denkmal hochladen | Mittelhaus, Nordflügel, Südflügel, (jetzige) Cafeteria sowie Georgshaus (Einzeldenkmale zu ID-Nr. 09300916)                                                                     | Horkaer Straße 15, 19, 21 (Karte)              | 1903–1906, bezeichnet mit 1903 (Nordflügel); 1912/1913 (Südflügel); 1927/1928 (Georgshaus); 1927 (Villa des Vorstehers) | Einzeldenkmale der Sachgesamtheit Krankenhaus Rothenburg; Ensemble von weitgehend einheitlicher Gestaltung, bau-, orts- und sozialgeschichtliche Bedeutung, hoher Dokumentationswert | 08975304 |
|                                         | Villa | Horkaer Straße 26 (Karte)                      | Um 1900 | In der Formensprache der Wende zum 20. Jahrhundert, malerische Dachlandschaft, Zierfachwerk, baugeschichtlich von Bedeutung | 08975295 |
| Direkt Bild zu diesem Denkmal hochladen | Doppelwohnhaus mit Einfriedung | Horkaer Straße 37, 39 (Karte)                  | 1920er Jahre | Markante Gestaltung, im traditionalistischen Stil der 1920er Jahre, baugeschichtlich von Bedeutung | 08975294 |
| Direkt Bild zu diesem Denkmal hochladen | Wohnhaus, Seitengebäude und Turm (in einem Seitengebäude eingebaut) eines Bauernhofes sowie Hofmauer und Torbogen (Wilhelmshof)                                                 | In den Feldern 5 (Karte)                       | Nach 1900 | Stattliche Massivbauten einer großen Hofanlage, baugeschichtlich und wirtschaftsgeschichtlich von Bedeutung | 08975303 |
| Direkt Bild zu diesem Denkmal hochladen | Verwalterhaus, Scheune und weiteres Seitengebäude des ehemaligen Rittergutes Noes                                                                                               | Lindenallee 14, 16, 22 (Karte)                 | 19. Jahrhundert | Massivbauten, baugeschichtlich und ortsgeschichtlich von Bedeutung | 08975299 |
|                                         | Rathaus | Marktplatz 1 (Karte)                           | Bezeichnet mit 1789, später überformt                                                                                   | Dominanter Bau auf dem Marktplatz, baugeschichtlich und ortsgeschichtliche Bedeutung | 08975313 |
| Direkt Bild zu diesem Denkmal hochladen | Wohnhaus in Ecklage und geschlossener Bebauung | Marktplatz 2 (Karte)                           | 2. Hälfte 19. Jahrhundert                                                                                               | Gründerzeitlicher Massivbau, baugeschichtlich von Bedeutung | 08975329 |
| Direkt Bild zu diesem Denkmal hochladen | Wohnhaus in Ecklage und geschlossener Bebauung | Marktplatz 3 (Karte)                           | 2. Hälfte 19. Jahrhundert                                                                                               | Schlichte, horizontal gegliederte Putzfassade, baugeschichtliche und eventuell auch ortshistorische Bedeutung | 08975328 |
|                                         | Wohnhaus in halboffener Bebauung | Marktplatz 6 (Karte)                           | Um 1850 | Schlichter Putzbau, baugeschichtlich von Bedeutung | 08975323 |
|                                         | Wohnhaus in Ecklage | Marktplatz 7 (Karte)                           | Vor 1800 | Eingeschossiger Bau mit Krüppelwalmdach, sozialgeschichtlich von Bedeutung | 08975326 |
|                                         | Gasthaus Zur Krone in Ecklage | Marktplatz 10 (Karte)                          | Mitte 19. Jahrhundert                                                                                                   | Baugeschichtliche und ortshistorische Bedeutung | 08975321 |
|                                         | Wohnhaus mit Laden (Sparkasse), in Ecklage | Marktplatz 11 (Karte)                          | Um 1910 | Reiche Putzgliederung, Eckhaus mit Turmelement, platzbildprägend und baugeschichtlich von Bedeutung | 08975325 |
|                                         | Wohnhaus in geschlossener Bebauung | Marktplatz 12 (Karte)                          | Kern eventuell 18. Jahrhundert                                                                                          | Schlichter Putzbau mit Toreinfahrt, baugeschichtlich von Bedeutung | 08975320 |
|                                         | Wohnhaus in geschlossener Bebauung | Marktplatz 14 (Karte)                          | Kern eventuell 18. Jahrhundert                                                                                          | Schlichter Putzbau, baugeschichtlich von Bedeutung | 08975319 |
|                                         | Gasthaus in geschlossener Bebauung, mit Saalanbau zum Hof | Marktplatz 15 (Karte)                          | Kern vor 1850 | Putzfassade mit bemerkenswerter Ornamentik, baugeschichtliche und ortshistorische Bedeutung | 08975340 |
|                                         | Wohnhaus in geschlossener Bebauung | Marktplatz 16 (Karte)                          | Nach 1850 | Klassizistisch-gründerzeitliche Fassadengestaltung, reiche Putzornamentik, baugeschichtlich und platzbildprägend von Bedeutung | 08975318 |
|                                         | Wohnhaus mit Laden in geschlossener Bebauung | Marktplatz 17 (Karte)                          | Um 1880 | Hübsche Putzfassade, baugeschichtlich von Bedeutung | 08975341 |
| Direkt Bild zu diesem Denkmal hochladen | Wohnhaus in Ecklage | Marktplatz 18 (Karte)                          | 1. Hälfte 19. Jahrhundert                                                                                               | Ländlicher Typ, später sparsam ornamentiert, baugeschichtlich von Bedeutung | 08975317 |
| Weitere Bilder                          | Pfarrhaus mit seitlichem Torbogen | Marktplatz 23 (Karte)                          | 18. Jahrhundert | Einfacher Putzbau der Barockzeit, bau- und ortsgeschichtliche Bedeutung | 08975311 |
| Weitere Bilder                          | Evangelische Stadtkirche (mit Ausstattung), Kirchhof, Grufthaus und Kirchhofsmauer sowie Kriegerdenkmal für die Gefallenen des Ersten Weltkrieges                               | Marktplatz 23 (hinter) (Karte)                 | 1805 Wiederaufbau geweiht (Kirche); bezeichnet mit 1776 (Grufthaus); nach 1918 (Kriegerdenkmal)                         | Im Kern barocker Kirchenbau mit Westturm, baugeschichtlich, ortsgeschichtlich und ortsbildprägend von Bedeutung | 08975309 |
|                                         | Wohnhaus mit Seitengebäude zum Hof | Marktplatz 25 (Karte)                          | Um 1800 | Schlichter Putzbau, baugeschichtliche und platzbildprägende, möglicherweise auch ortshistorische Bedeutung | 08975312 |
| Direkt Bild zu diesem Denkmal hochladen | Ehemaliges Jugendheim (sogenanntes Hexenhäusel) | Martin-Ulbrich-Straße 10 (Karte)               | 1939 | Im Heimatstil, aufwändiger Fachwerkgiebel, authentisches Zeugnis der NS-Architektur, ehemaliges HJ-Heim, baugeschichtlich von Bedeutung | 08975355 |
| Direkt Bild zu diesem Denkmal hochladen | Haupt- und angebautes Nebengebäude eines Mühlenanwesens, verbunden durch Torbogen                                                                                               | Mühlgasse 2 (Karte)                            | 2. Hälfte 19. Jahrhundert                                                                                               | Einfache Putzbauten, vor allem ortshistorische Bedeutung | 08975315 |
|                                         | Nebengebäude | Mühlgasse 2a (Karte)                           | Um 1900 | Eingeschossiges gründerzeitliches Ziegelsteingebäude, Relikt eines nicht mehr vorhandenen Ensembles, baugeschichtlich von Bedeutung | 09300836 |
| Direkt Bild zu diesem Denkmal hochladen | Martinshof: Pflegeheim mit Bodelschwingh-Haus (Nr. 15), Wichernhaus (Nr. 11/12), Brüder-Haus (Nr. 16) sowie Kapelle und Gerlachhaus (Nr. 14)                                    | Mühlgasse 11, 12, 14, 15, 16 (Karte)           | Bodelschwingh-Haus 1909–1913                                                                                            | Pflegeanstalt der Diakonie, ortshistorisch und baugeschichtlich von Bedeutung | 08975297 |
| Weitere Bilder                          | Denkmal für die Gefallenen des Ersten Weltkrieges | Noeser Straße (neben Lindenallee 13) (Karte)   | Nach 1918 | Granitstein, sich nach oben verjüngende Platte auf Postament, ortsgeschichtlich von Bedeutung | 08975642 |
| Direkt Bild zu diesem Denkmal hochladen | Gasthof | Noeser Straße 18 (Karte)                       | 18. Jahrhundert | Schlichter eingeschossiger Massivbau, von bau- und ortsgeschichtlicher Bedeutung | 08975643 |
|                                         | Schule und Nebengebäude | Noeser Straße 36 (Karte)                       | Um 1900 | Ortsgeschichtliche Bedeutung | 08975639 |
|                                         | Wohnhaus mit Laden (Apotheke) in geschlossener Bebauung | Priebuser Straße 6 (Karte)                     | 1. Hälfte 19. Jahrhundert, Fassade 1920er Jahre                                                                         | Neoklassizistisch-expressionistische Putzornamentik, baugeschichtlich von Bedeutung | 08975344 |
|                                         | Wohnhaus in geschlossener Bebauung | Priebuser Straße 10 (Karte)                    | 1920er Jahre, Kern eventuell älter                                                                                      | Vergleichsweise aufwändige Fassade, baugeschichtlich von Bedeutung | 08975661 |
|                                         | Wohnhaus in geschlossener Bebauung, mit Laden | Priebuser Straße 11 (Karte)                    | Ende 19. Jahrhundert | Gründerzeitliche Putzfassade, baugeschichtlich von Bedeutung | 08975345 |
| Direkt Bild zu diesem Denkmal hochladen | Wohnhaus in geschlossener Bebauung | Priebuser Straße 14 (Karte)                    | Um 1800 | Schlichter Putzbau, baugeschichtlich von Bedeutung | 08975347 |
|                                         | Wohnhaus in geschlossener Bebauung, mit Laden | Priebuser Straße 16 (Karte)                    | Um 1850 | Putzbau, spätere Fassadenumgestaltung mit Jugendstil-Anklängen, baugeschichtlich von Bedeutung | 08975348 |
|                                         | Postamt | Priebuser Straße 17 (Karte)                    | Um 1900 | Gründerzeitliche Klinkerfassade mit Putzornamentik, orts- und baugeschichtlich von Bedeutung | 08975346 |
| Direkt Bild zu diesem Denkmal hochladen | Nebengebäude des ehemaligen Schlosses (Molkerei) | Schlossplatz 1 (Karte)                         | 1. Hälfte 19. Jahrhundert                                                                                               | Ortsgeschichtlich von Bedeutung | 08975316 |
| Direkt Bild zu diesem Denkmal hochladen | Schlossbereich Rothenburg (Sachgesamtheit) | Schlossplatz 2 (Karte)                         | 1805 | Sachgesamtheit Schlossbereich Rothenburg, mit den Einzeldenkmalen: Renthaus mit allen Anbauten und Mauer, alle noch vorhandenen Substruktionsmauern von Schloss und Schlossplatz, Park (Gartendenkmal) und Einfriedung sowie alle Eingangspfeiler (siehe Einzeldenkmal 08975310 unter gleicher Anschrift); ortsgeschichtlich von Bedeutung | 09300838 |
| Direkt Bild zu diesem Denkmal hochladen | Renthaus mit allen Anbauten und Mauer, allen noch vorhandenen Substruktionsmauern von Schloss und Schlossplatz sowie allen Eingangspfeilern (Einzeldenkmale zu ID-Nr. 09300838) | Schlossplatz 2 (Karte)                         | 1805 | Einzeldenkmale der Sachgesamtheit Schlossbereich Rothenburg; ortsgeschichtlich von Bedeutung | 08975310 |
| Direkt Bild zu diesem Denkmal hochladen | Wohnhaus | Uhsmannsdorfer Straße 2 (Karte)                | Bezeichnet mit 1848 | Massivbau mit Drempel, in klassizistisch-gründerzeitlichen Formen, baugeschichtlich von Bedeutung | 08975351 |
| Direkt Bild zu diesem Denkmal hochladen | Schule, mit rückwärtigen Anbauten | Uhsmannsdorfer Straße 8 (Karte)                | 1938 | Im traditionalistischen Stil der 1920er/1930er Jahre, orts- und baugeschichtlich von Bedeutung | 08975647 |

## Bremenhain
| Bild                                    | Bezeichnung | Lage                                        | Datierung                                                                                          | Beschreibung | ID       |
| --------------------------------------- | --- | ------------------------------------------- | -------------------------------------------------------------------------------------------------- | --- | -------- |
| Direkt Bild zu diesem Denkmal hochladen | Häusleranwesen | Daubitzer Weg 3 (gegenüber) (Karte)         | Um 1850                                                                                            | Sozialgeschichtlich von Bedeutung | 08975635 |
| Weitere Bilder                          | Denkmal für die Gefallenen des Ersten Weltkrieges                                                                                              | Neusorger Straße (gegenüber Nr. 13) (Karte) | Nach 1918                                                                                          | Ortsgeschichtlich von Bedeutung | 08975632 |
| Direkt Bild zu diesem Denkmal hochladen | Wohnhaus, ehemalige Schule | Neusorger Straße 6 (Karte)                  | 18. Jahrhundert                                                                                    | Baugeschichtlich und ortsgeschichtlich von Bedeutung | 08975692 |
| Direkt Bild zu diesem Denkmal hochladen | Villa (Herrenhaus, Weidelandstraße 2), nordöstlicher Teil des Wirtschaftstraktes (Weidelandstraße 3) sowie Gutspark des Rittergutes Bremenhain | Weidelandstraße 2, 3 (Karte)                | Nach 1800 (Rittergutsbestandteil); 2. Hälfte 19. Jahrhundert (Wirtschaftsgebäude); um 1910 (Villa) | Bau- und ortsgeschichtliche Bedeutung. Ehemals denkmalgeschützter Teil einer Scheune (westlich neben dem Herrenhaus, zur Neusorger Straße) abgerissen. Zwischen 2019 und 2024 aus der Denkmalliste gestrichen. | 08975633 |

## Dunkelhäuser
| Bild                                    | Bezeichnung                        | Lage                    | Datierung | Beschreibung                                                                                          | ID       |
| --------------------------------------- | ---------------------------------- | ----------------------- | --------- | --- | -------- |
| Direkt Bild zu diesem Denkmal hochladen | Bauernhof mit Wohnhaus und Scheune | Dunkelhäuser 15 (Karte) | Um 1900   | Ziegelbauweise, gründerzeitliche Gebäude, baugeschichtlich und wirtschaftsgeschichtlich von Bedeutung | 08975363 |

## Geheege
| Bild                                    | Bezeichnung                                       | Lage                         | Datierung | Beschreibung                                                             | ID       |
| --------------------------------------- | ------------------------------------------------- | ---------------------------- | --------- | ------------------------------------------------------------------------ | -------- |
| Weitere Bilder                          | Denkmal für die Gefallenen des Ersten Weltkrieges | Am Peisker Graben (Karte)    | Nach 1918 | Granitobelisk auf Sockel, ortsgeschichtlich von Bedeutung                | 08975362 |
| Direkt Bild zu diesem Denkmal hochladen | Häusleranwesen und Nebengebäude                   | Zur Wasserscheide 10 (Karte) | Um 1870   | Häuslerhaus eingeschossiger Massivbau, sozialgeschichtlich von Bedeutung | 08975361 |

## Lodenau
| Bild                                    | Bezeichnung                                                        | Lage                           | Datierung                                      | Beschreibung | ID       |
| --------------------------------------- | ------------------------------------------------------------------ | ------------------------------ | ---------------------------------------------- | --- | -------- |
| Direkt Bild zu diesem Denkmal hochladen | Kirche                                                             | Am Holzplatz 1 (Karte)         | 1951                                           | Markanter und in seiner Form singulärer evangelischer Sakralbau der Nachkriegszeit, baugeschichtlich und künstlerisch bedeutend | 08975666 |
| Direkt Bild zu diesem Denkmal hochladen | Wohnstallhaus                                                      | Am Sportplatz 11 (Karte)       | Kern 18. Jahrhundert                           | Baugeschichtlich von Bedeutung, Obergeschoss Fachwerk | 08975367 |
| Direkt Bild zu diesem Denkmal hochladen | Wasserwerksgebäude (Bremenwerk) und Reste des alten Wehrs          | Bremenwerk 15 (Karte)          | Um 1910                                        | Gebäude im Reformstil der Zeit um 1910, baugeschichtlich und technikgeschichtlich von Bedeutung | 08975302 |
| Direkt Bild zu diesem Denkmal hochladen | Forsthof mit Forsthaus, Scheune und daran angebautem Seitengebäude | Hasenweg 4 (Karte)             | Um 1920                                        | Schlichte Massivbauten, baugeschichtlich und ortsgeschichtlich von Bedeutung | 08975687 |
| Direkt Bild zu diesem Denkmal hochladen | Wohnhaus und Werkstattgebäude                                      | Hauptstraße 20 (Karte)         | Um 1850 (Wohnhaus); 1900/1920 (Tischlerei)     | Eingeschossiger massiver Bau, baugeschichtlich und wirtschaftsgeschichtlich von Bedeutung | 08975690 |
| Direkt Bild zu diesem Denkmal hochladen | Bauernhof (Hakenhof) mit Wohnstallhaus und Scheune                 | Hauptstraße 22 (Karte)         | 1. Hälfte 19. Jahrhundert                      | Eingeschossiger massiver Bau, baugeschichtlich und wirtschaftsgeschichtlich von Bedeutung | 08975691 |
| Direkt Bild zu diesem Denkmal hochladen | Schloss Lodenau (Sachgesamtheit)                                   | Hauptstraße 32 (Karte)         | Um 1770, später umgebaut                       | Sachgesamtheit Schloss Lodenau: Herrenhaus eines Rittergutes (siehe Einzeldenkmal 08975631 unter gleicher Anschrift), dazu Park (Gartendenkmal) mit Wassergraben und zwei Seiten nördlich anschließender Wirtschaftsgebäude (Sachgesamtheitsteile); baugeschichtliche und ortsgeschichtliche Bedeutung | 09304500 |
| Direkt Bild zu diesem Denkmal hochladen | Herrenhaus eines Rittergutes (Einzeldenkmal zu ID-Nr. 09304500)    | Hauptstraße 32 (Karte)         | Um 1770, später umgebaut                       | Einzeldenkmal der Sachgesamtheit Schloss Lodenau; baugeschichtliche und ortsgeschichtliche Bedeutung | 08975631 |
| Direkt Bild zu diesem Denkmal hochladen | Fabrikantenvilla                                                   | Hauptstraße 33 (Karte)         | Um 1920                                        | Im Reformstil der Zeit nach 1910, baugeschichtlich und ortsgeschichtlich von Bedeutung | 08975625 |
|                                         | Turbinenhaus und Produktionsgebäude mit Turm der Pappenfabrik      | Hauptstraße 40 (Karte)         | Um 1910 (Turbinenhaus); um 1930 (Bau mit Turm) | Ziegelgebäude, Produktionsgebäude mit Einflüssen der Neuen Sachlichkeit der 1920er Jahre, baugeschichtlich und ortsgeschichtlich von Bedeutung | 08975626 |
| Direkt Bild zu diesem Denkmal hochladen | Schule                                                             | Nieder-Aue 7 (Karte)           | 1955                                           | In der traditionalistischen Formensprache der frühen DDR, baugeschichtlich und ortsgeschichtlich von Bedeutung; irrtümlich als Nieder-Aue 13 in der offiziellen Denkmalliste | 08975366 |
|                                         | Gasthof mit Ausspanne                                              | Straße des Friedens 11 (Karte) | Um 1850                                        | Massives Gasthaus mit Krüppelwalmdach, baugeschichtlich und ortsgeschichtlich von Bedeutung | 09300830 |

## Neusorge
| Bild                                    | Bezeichnung                                        | Lage                  | Datierung            | Beschreibung | ID       |
| --------------------------------------- | -------------------------------------------------- | --------------------- | -------------------- | --- | -------- |
| Direkt Bild zu diesem Denkmal hochladen | Bauernhof mit Wohnhaus, Scheune und Verbindungsbau | Dorfstraße 11 (Karte) | Ende 19. Jahrhundert | Gründerzeitliche Ziegelsteinbauten, teils verputzt, baugeschichtlich und wirtschaftsgeschichtlich von Bedeutung | 08975773 |

## Nieder-Neundorf
| Bild                                    | Bezeichnung                                       | Lage                            | Datierung                 | Beschreibung | ID       |
| --------------------------------------- | ------------------------------------------------- | ------------------------------- | ------------------------- | --- | -------- |
| Direkt Bild zu diesem Denkmal hochladen | Wohnhaus                                          | Am Taubenhübel 61 (Karte)       | 1. Hälfte 19. Jahrhundert | Eingeschossiges Häusleranwesen, sozialgeschichtlich von Bedeutung                                                            | 08975793 |
| Direkt Bild zu diesem Denkmal hochladen | Denkmal für die Gefallenen des Ersten Weltkrieges | Görlitzer Landstraße (Karte)    | Nach 1918                 | Granitstele, ortsgeschichtlich von Bedeutung                                                                                 | 08975792 |
|                                         | Schule mit Nebengebäude                           | Görlitzer Landstraße 71 (Karte) | Um 1900                   | Gründerzeitliche Backsteinbauten, Schuleingang repräsentativ gestaltet, baugeschichtlich und ortsgeschichtlich von Bedeutung | 08975787 |
| Direkt Bild zu diesem Denkmal hochladen | Wohnhaus                                          | Kahlemeile 1 (Karte)            | Um 1850                   | Eingeschossiges ländliches Wohnhaus, sozialgeschichtlich von Bedeutung                                                       | 08975796 |
| Direkt Bild zu diesem Denkmal hochladen | Wohnhaus und Scheune eines Bauernhofes            | Viebicht 52 (Karte)             | 1. Hälfte 19. Jahrhundert | Häusler- oder Gärtneranwesen, eingeschossiges Wohnhaus, sozialgeschichtlich und wirtschaftsgeschichtlich von Bedeutung       | 08975794 |

## Steinbach
| Bild                                    | Bezeichnung | Lage                                                       | Datierung                                                                | Beschreibung                                                                                          | ID       |
| --------------------------------------- | --- | ---------------------------------------------------------- | ------------------------------------------------------------------------ | --- | -------- |
| Direkt Bild zu diesem Denkmal hochladen | Denkmal für die Gefallenen des Ersten Weltkrieges | Mittelweg (Karte)                                          | Nach 1918                                                                | Obelisk auf Podest, Granit, ortsgeschichtlich von Bedeutung                                           | 08975654 |
|                                         | Denkmal für die Gefallenen des Deutsch-Französischen Krieges | Mittelweg (Karte)                                          | Nach 1871                                                                | Obelisk auf abgestuftem Sockel, ortsgeschichtlich von Bedeutung                                       | 08975651 |
| Direkt Bild zu diesem Denkmal hochladen | Wohnhaus, Seitengebäude und Torbogen | Mittelweg 5 (Karte)                                        | Um 1910                                                                  | Einheitliche Gestaltung im Sinne der Heimatschutzbewegung, baugeschichtlich von Bedeutung             | 08975659 |
| Direkt Bild zu diesem Denkmal hochladen | Wohnhaus | Mittelweg 6a (Karte)                                       | Bezeichnet mit 1918                                                      | Einfacher Putzbau im Heimatstil, im Giebel Wappen (Agrarzusammenhang), baugeschichtlich von Bedeutung | 08975655 |
| Direkt Bild zu diesem Denkmal hochladen | Rittergut mit Inspektorenhaus (Nr. 5), Stallflügel mit Holzvorbauten (Nr. 6–6b), Scheunenflügel mit angebautem Taubenturm und nach hinten abwinkelndem Flügel (Nr. 10–10c), Einfahrt mit zwei Pfeilern, Park, Teile der Mauer um Gutshof und Park | Steinbacher Straße 5, 6, 6a, 6b, 10, 10a, 10b, 10c (Karte) | 2. Hälfte 19. Jahrhundert (Wirtschaftsgebäude); 1912 (Gutsverwalterhaus) | Ortsgeschichtlich von Bedeutung                                                                       | 08975653 |
| Direkt Bild zu diesem Denkmal hochladen | Häusleranwesen | Steinbacher Straße 16 (Karte)                              | Ende 19. Jahrhundert                                                     | Eingeschossiger Ziegelsteinbau, sozialgeschichtlich von Bedeutung                                     | 08975742 |

## Uhsmannsdorf
| Bild                                    | Bezeichnung | Lage                        | Datierung                                                 | Beschreibung | ID       |
| --------------------------------------- | --- | --------------------------- | --------------------------------------------------------- | --- | -------- |
|                                         | Wasserturm | Am Bahnhof (Karte)          | Um 1900                                                   | Roter Ziegelsteinbau, Zeltdach mit Schiefereindeckung, technikgeschichtlich von Bedeutung | 08975670 |
|                                         | Eisenbahnerwohnhaus | Am Bahnhof 4 (Karte)        | Ende 19. Jahrhundert                                      | Ziegelsteinfassade, sozialgeschichtlich von Bedeutung | 08975782 |
|                                         | Eisenbahnerwohnhaus | Am Bahnhof 5, 6 (Karte)     | Ende 19. Jahrhundert                                      | Gründerzeitliche Ziegelsteinfassade mit Fachwerkelementen, sozialgeschichtlich von Bedeutung | 08975783 |
| Weitere Bilder                          | Empfangsgebäude und alle Nebengebäude (hier auch Toiletten) mit umgebender Mauer, dazu auf dem Bahngelände der Wasserkran                            | Am Bahnhof 7, 8 (Karte)     | Um 1867                                                   | Eisenbahnstrecke Görlitz–Berlin; gründerzeitliche Ziegelsteinbauten, baugeschichtlich, ortsgeschichtlich und technikgeschichtlich von Bedeutung                                                  | 08975669 |
| Direkt Bild zu diesem Denkmal hochladen | Friedhof mit Leichenhalle und Einfriedungsmauer, dazu Sowjetisches Ehrenmal (Gedächtniswand und Denkmal für die gefallenen Soldaten der Roten Armee) | Am Lunapark 14 (Karte)      | Um 1920 (Leichenhalle); nach 1945 (Sowjetisches Ehrenmal) | Leichenhalle gründerzeitlicher Ziegelsteinbau, baugeschichtlich und ortsgeschichtlich von Bedeutung                                                                                              | 08975784 |
| Direkt Bild zu diesem Denkmal hochladen | Wohnstallhaus und zwei Seitengebäude eines Dreiseithofes                                                                                             | Jakobshäuser 3 (Karte)      | Um 1920, Verwendung älterer Teile                         | Eingeschossiges Wohnhaus mit Drempelgeschoss in Ziegelsteinbauweise, baugeschichtlich und wirtschaftsgeschichtlich von Bedeutung                                                                 | 08975364 |
| Direkt Bild zu diesem Denkmal hochladen | Wohnhaus | Jakobshäuser 6a, 8 (Karte)  | 2. Hälfte 19. Jahrhundert                                 | Eingeschossiges ländliches Wohnhaus mit Drempel, verputzt, Teil eines Häuslerwirtschaft, sozialgeschichtlich von Bedeutung                                                                       | 08975365 |
| Direkt Bild zu diesem Denkmal hochladen | Schule und Einfahrtspfeiler der Toreinfahrt | Nieskyer Straße 6 (Karte)   | 1901                                                      | Gründerzeitliche Ziegelbau, baugeschichtlich und ortsgeschichtlich von Bedeutung | 08975779 |
| Direkt Bild zu diesem Denkmal hochladen | Taubenhaus | Pappelallee 4 (bei) (Karte) | 19. Jahrhundert                                           | Exemplarischer Wert, baugeschichtlich von Bedeutung | 08975776 |
| Direkt Bild zu diesem Denkmal hochladen | Bauernhof mit Wohnstallhaus und Scheune | Spreehammer 9 (Karte)       | Um 1900                                                   | Gründerzeitliche Ziegelsteinbauten, baugeschichtlich und wirtschaftsgeschichtlich von Bedeutung                                                                                                  | 08975785 |
| Weitere Bilder                          | Wassermühle mit Mühlengebäude einschließlich der vollständig erhaltenen Mühlentechnik und Nebengebäude (Petzold-Mühle)                               | Spreehammer 21 (Karte)      | 19. Jahrhundert (Nebengebäude); 1930er Jahre (Mühle)      | Ortsgeschichtlich und technikgeschichtlich von Bedeutung | 08975828 |
| Direkt Bild zu diesem Denkmal hochladen | Fabrikantenvilla (einer Glasfabrik) mit Nebengebäude (Villa Künzel)                                                                                  | Werkstraße 1 (Karte)        | 1911–1912                                                 | Bemerkenswerter Villenbau, hochgradig ursprünglich erhalten, im Reformstil der Zeit um 1910, Anklänge an ältere Stile (Klassizismus, Rokoko und Zopfstil), bau- und ortsgeschichtliche Bedeutung | 08975672 |
| Direkt Bild zu diesem Denkmal hochladen | Güterboden mit Verladerampe | Werkstraße 12 (Karte)       | Ende 19. Jahrhundert                                      | Backsteingebäude, baugeschichtlich und verkehrsgeschichtlich von Bedeutung | 08975781 |

## Ehemalige Denkmäler

### Ehemalige Denkmäler (Rothenburg/O.L.)
| Bild           | Bezeichnung | Lage                     | Datierung    | Beschreibung                                                                                                  | ID       |
| -------------- | ----------- | ------------------------ | ------------ | --- | -------- |
|                | Wohnhaus    | Horkaer Straße 2 (Karte) | 1920er Jahre | Schlichter Massivbau, baugeschichtlich von Bedeutung. Zwischen 2019 und 2024 aus der Denkmalliste gestrichen. | 08975330 |
| Weitere Bilder | Wohnhaus    | Noeser Straße 34 (Karte) | Nach 1800    | Eingeschossiger massiver Bau, sozialgeschichtlich von Bedeutung. Zwischen 2020 und 2022 abgerissen.           | 08975640 |

### Ehemaliges Denkmal (Bremenhain)
| Bild | Bezeichnung                           | Lage                            | Datierung | Beschreibung | ID       |
| ---- | ------------------------------------- | ------------------------------- | --------- | --- | -------- |
|      | Rittergut Bremenhain (Sachgesamtheit) | Weidelandstraße 1, 2, 3 (Karte) | Nach 1800 | Sachgesamtheit Rittergut Bremenhain, bestehend aus den Einzeldenkmalen: Villa (Herrenhaus, Weidelandstraße 2) mit Park sowie Wirtschaftstrakt im Norden (Weidelandstraße 1 und 3) einer Gutsanlage (siehe Einzeldenkmal 08975633 unter gleicher Anschrift); bau- und ortsgeschichtliche Bedeutung | 09300829 |

### Ehemaliges Denkmal (Lodenau)
| Bild                                    | Bezeichnung                    | Lage                   | Datierung | Beschreibung | ID       |
| --------------------------------------- | ------------------------------ | ---------------------- | --------- | --- | -------- |
| Direkt Bild zu diesem Denkmal hochladen | Wohnstallhaus eines Bauernhofs | Hauptstraße 31 (Karte) | Um 1850   | Eingeschossiges Gebäude, sozialgeschichtlich von Bedeutung. Zwischen 2014 und 2019 aus der Denkmalliste gestrichen. | 08975627 |

### Ehemalige Denkmäler (Neusorge)
| Bild                                    | Bezeichnung               | Lage                        | Datierung                 | Beschreibung | ID       |
| --------------------------------------- | ------------------------- | --------------------------- | ------------------------- | --- | -------- |
| Direkt Bild zu diesem Denkmal hochladen | Wohnhaus mit Nebengebäude | Straße zum Hirsch 1 (Karte) | 2. Hälfte 19. Jahrhundert | Eingeschossiger Massivbau, entstanden im Forsthauskontext, sozialgeschichtlich von Bedeutung. Zwischen 2014 und 2019 aus der Denkmalliste gestrichen. | 08975775 |
| Direkt Bild zu diesem Denkmal hochladen | Forsthaus                 | Straße zum Hirsch 4 (Karte) | Um 1900                   | Eingeschossiger Fachwerkbau, baugeschichtlich und sozialgeschichtlich von Bedeutung. Zwischen 2014 und 2019 aus der Denkmalliste gestrichen.          | 08975774 |

## Tabellenlegende
- Bild: Bild des Kulturdenkmals, ggf. zusätzlich mit einem Link zu weiteren Fotos des Kulturdenkmals im Medienarchiv Wikimedia Commons. Wenn man auf das Kamerasymbol klickt, können Fotos zu Kulturdenkmalen aus dieser Liste hochgeladen werden:
- Bezeichnung: Denkmalgeschützte Objekte und ggf. Bauwerksname des Kulturdenkmals
- Lage: Straßenname und Hausnummer oder Flurstücknummer des Kulturdenkmals. Die Grundsortierung der Liste erfolgt nach dieser Adresse. Der Link (Karte) führt zu verschiedenen Kartendiensten mit der Position des Kulturdenkmals. Fehlt dieser Link, wurden die Koordinaten noch nicht eingetragen. Sind diese bekannt, können sie über ein Tool mit einer Kartenansicht einfach nachgetragen werden. In dieser Kartenansicht sind Kulturdenkmale ohne Koordinaten mit einem roten bzw. orangen Marker dargestellt und können durch Verschieben auf die richtige Position in der Karte mit Koordinaten versehen werden. Kulturdenkmale ohne Bild sind an einem blauen bzw. roten Marker erkennbar.
- Datierung: Baubeginn, Fertigstellung, Datum der Erstnennung oder grobe zeitliche Einordnung entsprechend des Eintrags in der sächsischen Denkmaldatenbank
- Beschreibung: Kurzcharakteristik des Kulturdenkmals entsprechend des Eintrags in der sächsischen Denkmaldatenbank, ggf. ergänzt durch die dort nur selten veröffentlichten Erfassungstexte oder zusätzliche Informationen
- ID: Vom Landesamt für Denkmalpflege Sachsen vergebene, das Kulturdenkmal eindeutig identifizierende Objekt-Nummer. Der Link führt zum PDF-Denkmaldokument des Landesamtes für Denkmalpflege Sachsen. Bei ehemaligen Kulturdenkmalen können die Objektnummern unbekannt sein und deshalb fehlen bzw. die Links von aus der Datenbank entfernten Objektnummern ins Leere führen. Ein ggf. vorhandenes Icon  führt zu den Angaben des Kulturdenkmals bei Wikidata.

## Ausführliche Denkmaltexte
1. ↑  Kriegsgräberanlage mit Sammelgräbern und Gedenkstätte für 122 im Frühjahr 1945 gefallene sowjetische Soldaten und Offiziere, 1950er und 1970er Jahre; die Anlage zeichnet sich durch dezidierte architektonische und gartenbauliche Gestaltung aus, die typisch ist für diese spezielle Erinnerungskultur der Nachkriegszeit. Auf einer gut 600 Quadratmeter großen, rautenförmigen Fläche führt vom Eingang, stark betont durch in die Anlage hineingezogene, ansteigende Mauersegmente aus rotem Granit, ein mit großflächigen Kunststeinplatten belegter Weg zum Ehrenmal; beidseitig des Weges durch Betonborde eingefasste Pflanzbeete. Im Zentrum des Areals liegt auf einem zweistufigen Sockel aus Granitquadern eine Sandsteinplatte, auf dieser reliefartig ein fünfzackiger Metallstern von etwa 75 Zentimeter Durchmesser. Drei Meter dahinter erhebt sich bis zu dreieinhalb Metern Höhe ein aus bossierten Sandsteinquadern gefügter Pyramidenstumpf, im oberen Abschluss abgestuft und mit Abdeckplatten belegt. Auf der unteren Stufe eine Flammenschale, an der Mauer selbst eine kupferne Gedenktafel: „Ewigen Ruhm den gefallenen Helden 1941–1945“ und, auf Höhe der Flammenschale, ein Sowjetstern. Zu beiden Seiten hinter dem Ehrenmal je eine etwa zwei Meter hohe Tafel aus poliertem Stein, in beiden eingraviert je etwa sechzig Namen in kyrillischer Schrift. Die Rückseite der Anlage ist durch eine leicht gewölbte, knapp zwanzig Meter lange und 2,50 Meter hohe Ziegelmauer (einer „scenae frons“), ansonsten durch einen Metallzaun mit Kunststeinpfeilern eingefriedet. Das Areal ist auch durch große mit Koniferen bedeckte Flächen sowie Laubgehölze gekennzeichnet.

Zunächst existierten auf diesem Terrain nur die spärlich bezeichneten Gräber der Gefallenen in Betonfassung, wobei gemäß sowjetischer Beerdigungsordnung jeweils sechs Tote in ein Grab gelegt wurden. Als einziges gestalterisches Moment gab es einen Obelisken. Die Anlage in ihren heutigen Formen und Ausmaßen entstand wie anderswo erst später, vermutlich 1975 anlässlich des dreißigjährigen Kriegsendes, finanziert unter anderem durch VMI-Leistungen (Volkswirtschaftliche Masseninitiative).
2. ↑  Villa Künzel, 1911 für den Besitzer der benachbarten Glasfabrik Kurt Künzel als Fabrikantenvilla fertiggestellt; der zweigeschossige Putzbau von baugeschichtlichem, ortsgeschichtlichem und künstlerischem Wert zeigt in zeitgenössisch stilisierter Weise tradierte Herrschaftsformen. Mit hohem Sockel und überfangen von einem stark überstehenden Walmdach springt er in der Hauptfassade „neobarock“ vor und zurück. Die polygonalen pilastergerahmten Seitenrisalite rahmen den leichter konvex vortretenden Mittelteil, dessen Dominante das geschwungen bekrönte zweiflügelige Eingangsportal mit Freitreppe ist. Die Mittelachse wird im ersten Obergeschoss fortgesetzt durch die große Öffnung zum Balkon, im Dachbereich durch ein Dachhaus in Form eines Schweifgiebels, und schließlich bekrönt durch einen laternenartigen Dachreiter mit geschwungenem Geländer. Diese vertikale Zentralität wird ausgeglichen durch das zwei Drittel der Fassade einnehmende konvexe Balkongeländer, das zusammen mit der Traufe markante horizontale Akzente setzt. Die souveräne Linienführung der Fassade, die als künstlerischer Wert gelten kann, ermöglicht auch das harmonische Beisammensein von Öffnungen mit geradem Sturz im Erdgeschoss und solchen mit rundbogigem Abschluss im ersten Obergeschoss. Auf der Gartenseite, die von einem säulengestützten Wintergarten (wiederum mit Freitreppe) dominiert wird, erscheint das Spiel von rundem und geradem Abschluss im Erdgeschoss sogar als Palladiomotiv. Zwei laternenbekrönte Pfeiler akzentuieren die Eingangssituation. Die reiche Innenausstattung ist ein eindrucksvolles Zeugnis der besonderen Qualität des Kunsthandwerks zwischen 1900 und Erstem Weltkrieg. Aufwändige Wand- und Deckenvertäfelungen, Parkettfußböden, korinthische Holzpilaster, eine mit dem äußeren barocken Schwung korrespondierende Holztreppe sowie ein Badezimmer mit bebilderten Wandfliesen seien als Belege hier angeführt. Ein prächtig verzierter, hierher gebrachter Kachelofen ist älteren Datums. Auffällig ist der hohe Anteil bauzeitlicher Details, z. B. auch das Gros der aufwändig gesprossten Fenster.
Der Villengarten, großteils eingefriedet, mit der größten Seitenlänge nach Osten von über hundert Metern, entstand etwa zeitgleich, wobei ein schon vorhandener Baumbestand als Element eines Landschaftsgartens in den neu entstehenden Reformgarten integriert wurde. Die Villa und das ca. 100 m entfernte, am anderen Ende des Gartens sich befindende Ziegel-Nymphäum (das einzig bekannte sächsische in einem Privatgarten) sind die Pole einer Längsmittelachse, die konstitutiv ist für die gartenarchitektonische Durchdringung des Areals mit Lindenreihen und geschnittenen Hainbuchenhecken, die sukzessive auf das Nymphäum zulaufen und es schließlich rahmen – eine Formensprache, die kennzeichnend ist für die kurze Periode zeitgenössischer Reformgärten. Einige Störelemente und der Verlust von etwas originaler Gartensubstanz, dazu die Überdeckung des noch vorhandenen originalen Wegesystems, haben die Integrität der für die Region einmaligen Anlage nicht entscheidend beeinträchtigen können.